# 다나카 요시코
다나카 요시코(일본어: 田中 好子, 1956년 4월 8일 ~ 2011년 4월 21일)는 일본의 배우이다.

## 음반 목록
- 好子 (1984)

## 같이 보기
- 오싱